# Patrocinador (gestión de proyectos)
El Patrocinador, según la Real Academia es la persona de mayor rango en una gestión de proyecto.
El patrocinador (en inglés: executive sponsor) es un papel dentro de la gestión de proyectos, generalmente el miembro de más rango dentro del equipo del proyecto. Es uno de los principales interesados en el proyecto. En organizaciones pequeñas (o proyectos pequeños dentro de organizaciones grandes) el patrocinador puede también ser el encargado del proyecto. En otras, especialmente donde se utilizan metodologías como PRINCE2, el patrocinador del proyecto será típicamente un ejecutivo senior de la corporación (a menudo en o apenas debajo del nivel de la junta directiva) que será responsable ante la empresa por el éxito del proyecto.
Cuando una persona asume tan sólo el rol de patrocinador, ésta raramente está implicada en el funcionamiento del proyecto. Su actividad se basa en:
- Defender el proyecto.
- Obtener presupuestos para el proyecto.
- Aceptar la responsabilidad de problemas extendidos del encargado de proyecto.
- Firmar documentos tales como el caso de negocio y el documento de iniciación del proyecto

Debido a la necesidad de solucionar problemas inherente al papel de patrocinador, este necesita a menudo contar con poder para ejercer presión dentro de la organización para así superar la resistencia que se pueda generar en torno al proyecto. Por esta razón el patrocinador debería ser una persona con gran autoridad ejecutiva y política, y autoridad innata.